# Biesiadki (województwo małopolskie)
Biesiadki – wieś w Polsce położona w województwie małopolskim, w powiecie brzeskim, w gminie Gnojnik.
Integralne części miejscowości: Zagórze, Zagrabie, Lipka, Olszyny, Biała Droga, Rędziny, Dzioły.
Wieś biskupstwa krakowskiego w powiecie sądeckim w województwie krakowskim w końcu XVI wieku.
W latach 1954–1960 wieś należała i była siedzibą władz gromady Biesiadki, po jej zniesieniu w gromadzie Uszew, a po zniesieniu tej, od 1969 w gromadzie Gnojnik. W latach 1975–1998 miejscowość administracyjnie należała do województwa tarnowskiego.

## Zabytki
Obiekty wpisane do rejestru zabytków nieruchomych województwa małopolskiego.
- układ ruralistyczny wsi;
- kościół św. Mateusza Ewangelisty(inne języki) – drewniany kościół parafialny zbudowany w 1661 roku[7].